# 伊与田一範
伊与田 一範（いよだ かずのり、1978年2月25日 - ）は、千葉県千葉市出身の元プロ野球選手（内野手）。現在は改姓して、長尾 一範（ながお かずのり）。

## 来歴・人物
千葉経大附属高では野球部の同学年に山里亮太がいた。遠投100mの強肩に加えて高校通算45本塁打を記録した強打の外野手で、投手も兼任し、1年生の時からレギュラーだった。1995年のドラフトで広島東洋カープから4位で指名を受け、契約金と年俸それぞれ4,000万円、450万円（いずれも推定）で入団契約を結んでいる。入団後に肩の強さを生かし捕手転向する。
2000年には1軍初出場を果たし、プロ初安打を本塁打で飾るなど長打力を発揮した。
2001年より内野手に転向したが、結果を残せず広島を退団。
2002年に地元・千葉ロッテマリーンズへテスト入団。内外野ともに守れる控え選手として2年間在籍。
2003年限りで自由契約となった。
引退後、住友不動産販売に就職し、日本不動産野球連盟所属の同社軟式野球チームでプレー。宅地建物取引士の資格を取って名古屋市で勤務していた時期もあった。
2013年より同市内の千種区にある別の不動産会社・ミスズエステートの代表取締役 兼 営業担当となっている。

## 詳細情報

### 年度別打撃成績
| 年 度     | 球 団     | 試 合 | 打 席 | 打 数 | 得 点 | 安 打 | 二 塁 打 | 三 塁 打 | 本 塁 打 | 塁 打 | 打 点 | 盗 塁 | 盗 塁 死 | 犠 打 | 犠 飛 | 四 球 | 敬 遠 | 死 球 | 三 振 | 併 殺 打 | 打 率 | 出 塁 率 | 長 打 率 | O P S |
| --------- | --------- | ----- | ----- | ----- | ----- | ----- | -------- | -------- | -------- | ----- | ----- | ----- | -------- | ----- | ----- | ----- | ----- | ----- | ----- | -------- | ----- | -------- | -------- | ----- |
| 2000      | 広島      | 4     | 4     | 4     | 1     | 1     | 0        | 0        | 1        | 4     | 1     | 0     | 0        | 0     | 0     | 0     | 0     | 0     | 1     | 0        | .250  | .250     | 1.000    | 1.250 |
| 2002      | ロッテ    | 27    | 40    | 35    | 7     | 7     | 3        | 0        | 1        | 13    | 3     | 0     | 0        | 0     | 0     | 4     | 0     | 1     | 11    | 1        | .200  | .300     | .371     | .671  |
| 2003      | ロッテ    | 29    | 37    | 34    | 6     | 6     | 0        | 0        | 2        | 12    | 3     | 1     | 1        | 1     | 1     | 0     | 0     | 1     | 13    | 1        | .176  | .194     | .353     | .547  |
| 通算：3年 | 通算：3年 | 60    | 81    | 73    | 14    | 14    | 3        | 0        | 4        | 29    | 7     | 1     | 1        | 1     | 1     | 4     | 0     | 2     | 25    | 2        | .192  | .250     | .397     | .647  |

### 記録
- 初出場：2000年9月16日、対阪神タイガース26回戦（広島市民球場）、9回裏にエリック・ラドウィックの代打として出場
- 初打席：同上、9回裏に福原忍から左直
- 初安打・初本塁打・初打点：2000年9月28日、対横浜ベイスターズ27回戦（広島市民球場）、8回裏に東出輝裕の代打として出場、森中聖雄から左越ソロ
- 初先発出場：2002年4月3日、対福岡ダイエーホークス3回戦（福岡ドーム）、7番・右翼手として先発出場
- 初盗塁：2003年7月6日、対福岡ダイエーホークス14回戦（福岡ドーム）、7回表に二盗（投手：佐藤誠、捕手：城島健司）

### 背番号
- 51 （1996年 - 1999年）
- 61 （2000年 - 2001年）
- 60 （2002年 - 2003年）